# Втора династия на Древен Египет
Втора династия на Древен Египет от Архаичният период или Ранното царство (3100 – 2686 пр.н.е.) управлява от 2890 до 2686 пр.н.е. (или от около 2800 до 2675 пр.н.е.). Столица е Тинис. Първият владетел от династията е Хотепсехемуи (Хор-Хотепсехемуи).

## Фараони от втората династия
| Име          | Години на управление (пр.н.е.) |
| ------------ | ------------------------------ |
| Хотепсехемуи | 38 г., ок. 2840 пр.н.е.        |
| Ранеб        | 39 години                      |
| Нинечер      | 40 години                      |
| Венег        | ок. 2767 – 2760 пр.н.е.        |
| Сенед        | 20 г., 2790 – 2766 пр.н.е.     |
| Sechemib     | ок. 2760 пр.н.е.               |
| Перибсен     | 11 – 20 г., 2760 пр.н.е.       |
| Неферкар I   | ок. 2749 пр.н.е.               |
| Неферкасокар | ок. 2744 – 2736 пр.н.е.        |
| Hudjefa I    | ок. 2711 – 2709 пр.н.е.        |
| Хасехемуи    | ок. 2740 пр.н.е.               |